# Église Saint-Michel de Chârost
L'église Saint-Michel est une église catholique située sur la commune de Chârost, dans le département du Cher, en France.

## Historique
Une bulle du pape Adrien IV de 1154 mentionne le monasterium sancti Michaelis de Carrusio comme une dépendance de l'abbaye Notre-Dame d'Issoudun.
À une date inconnue l'église Saint-Michel est devenue une collégiale. En 1456, elle est réunie au chapitre Saint-Cyr d'Issoudun.
L'édifice est classé au titre des monuments historiques le 28 novembre 1910.